# Tetera de Russell
La tetera de Russell és el nom que rep una analogia ideada per Bertrand Russell per explicar que la prova sobre l'existència de Déu ha de recaure en els creients, i no pas en els agnòstics. Planteja la possibilitat que, si ell afirmés que una tetera de mida minúscula, indetectable per mitjans convencionals, orbita entre la Terra i Mart, és a ell a qui pertocaria demostrar-ne l'existència, i no pas als qui en dubtessin, provar que no existeix. Aplica el mateix raonament a la religió: per molt que la tradició afirmi que existeix una divinitat no visible pels sentits, no n'hi ha prou per assegurar que és real, i els escèptics tenen dret a plantejar els seus dubtes i a exigir als creients que aportin més arguments.
En un article titulat Is There a God? («Existeix Déu?»), encarregat (tot i que mai publicat) el 1952 per la revista Illustrated Russell va escriure:
| «                   | Si jo suggerís que entre la Terra i Mart hi ha una tetera de porcellana que gira al voltant del Sol en una òrbita el·líptica, ningú podria refutar la meva asseveració, sempre que tingués cura d'afegir que la tetera és tan petita que no pot ser vista ni pels telescopis més potents. Però si jo digués que, com que la meva asseveració no pot ser refutada, dubtar-ne és d'una presumptuositat intolerable per part de la raó humana, es pensaria amb tota raó que estic dient ximpleries. Tanmateix, si l'existència d'aquesta tetera s'afirmés en llibres antics, si s'ensenyés cada diumenge com a veritat sagrada, si s'instal·lés a la ment dels nens a l'escola, la vacil·lació per creure en la seva existència seria un signe d'excentricitat, i qui dubtés mereixeria l'atenció d'un psiquiatre en un temps il·lustrat, o la de l'inquisidor en temps anteriors. | » |
| — Bertrand Russell. | |   |

Al llibre A Devil's Chaplain Richard Dawkins desenvolupa el concepte:
| «                  | La raó per la qual la religió organitzada mereix oberta hostilitat és perquè, a diferència de la creença a la «tetera de Russell», la religió és poderosa, influent, exempta d'impostos i s'inculca sistemàticament a nens que són massa petits per defensar-se. Ningú empeny els nens a passar els seus anys de formació memoritzant llibres bojos sobre teteres. Les escoles subvencionades pel govern no exclouen els nens els pares dels quals prefereixen teteres de forma equivocada. Els creients en les teteres no lapiden els no creients en les teteres, als apòstates de les teteres i als blasfems de les teteres. Les mares no adverteixen els seus fills en contra de casar-se amb infidels que creuen en tres teteres en lloc d'una sola. La gent que posa primer la llet no dona garrotades als genolls dels que posen primer el te. | » |
| — Richard Dawkins. | |   |